# Вълчек
Въ̀лчек е село в Северозападна България. То се намира в община Макреш, област Видин. До 8 януари 1961 г. се е наричало Вълчак.

## География
През селото минава река Видбол, която извира от връх Бабин нос в Западна Стара Планина. Селото отстои на 2 километра от гара Макреш на ЖП линията София – Видин. На гара Макреш е и пътния възел Макреш от скоростния път Видин – Ботевград, който е връзка за село Вълчек, всички села от община Макреш и град Димово. Вълчек се намира на 29 километра от град Видин, на 25 километра от град Белоградчик и на 6 километра от общинския център с. Макреш. На 15 километра от селото се намира пещерата Магура до с. Рабиша.

## История
Първите сведения за селото датират от XVIII век. Формирало се е като населено място на важен път, свързващ град Видин с град Кула и днешна Република Сърбия. Предимно търговци и кираджии са използвали хана на дядо Вълчо, който е първият заселник. Фигурира в регистрите на Княжество България като населено място от 1878 година. С указ на Министерския съвет от 1961 г. е преименувано от Вълчак на с. Вълчек.
Всъщност това са предания. Първите сведения за селото датират от средата на 15 век. В османски регистър от 1454 – 1455 г. откриване това населено място под името „Вълчяк“ само с едно домакинство данъкоплатци.
По време на колективизацията в селото е създадено Трудово кооперативно земеделско стопанство „Първи май“, именувано в чест на Деня на труда. След Кулските събития през март 1951 година 4 семейства (24 души) от селото са принудително изселени от комунистическия режим. В близост до с. Вълчек в северна посока в подножието на местността Върголия се е разбил английски военен самолет, участвал в обстрела на петролните рафинерии в Румъния, по времето на Втората Световна Война.

## Население
Преброяване на населението през 2011 г.
Численост и дял на етническите групи според преброяването на населението през 2011 г.:
|                     | Численост | Дял (в %) |
| Общо                | 70        | 100,00    |
| Българи             | 67        | 95,71     |
| Турци               | 0         | 0,00      |
| Цигани              | 0         | 0,00      |
| Други               | 0         | 0,00      |
| Не се самоопределят | 0         | 0,00      |
| Неотговорили        | 3         | 4,28      |

## Културни и природни забележителности
Селото е разположено по поречието на река Видбол при устието на Вълчешкия дол. В землището на селото се намира пещерата Чуката, красива местност обект на иманярски набези, лобно място на Тодор Титоренков (народен представител, учител в град Димово, убит на 27 септември 1923 г.). В североизточна посока от селото се намира хълмистото възвишение Върголия – чието име носи голям птицекомбинат. Отстоящата на близо жп гара Макреш е била център на събития свързани с въстанието от септември 1923 г. На жп гара Макреш е разположена военна част от трети пехотен Бдински полк, а комендант е капитан Атанас Пантев (по късно полковник Пантев е директор на полицията в София и пряк ръководител на прочутия полицай Никола Гешев). В малък парк на жп гара Макреш се намира паметник – Братската могила, където лежат костите на убитите партизани от Видинския отряд „Георги Бенковски“. През периода 15 – 17 януари 1944 г., отряда попада в блокада в местността Вълчешки дол и след три дневни боеве, падат убити 10 (десет) партизани, а при село Гранитово още 7 (седем). В местността Дзебляка над Вълчешкия дол е изграден паметник на загиналите 17 (седемнадесет) партизани през януари 1944 г. В периода 16 – 17 септември 1944 г., на същото място във Вълчешкия дол са избити без съд и присъда 41 души „врагове на народа“ от Видинско и Кулско. Вълчешкия дол е „осеян с кръв и кости“, там е „Голготата“ на Видинския край. Когато бъдещите поколения направят реална, честна и трезва оценка на тези събития от 1944 г., то във Вълчешкия дол, в тази „долина на мъртвите“ е мястото на „Паметника на помирението и единението“.

## Редовни събития
Съборът на селото е всяка година на големия християнски празник Свети Дух.